# Spilopteron luculentum
Spilopteron luculentum är en stekelart som beskrevs av Wang 1992. Spilopteron luculentum ingår i släktet Spilopteron och familjen brokparasitsteklar. Inga underarter finns listade i Catalogue of Life.